# Ceratogymna atrata
El cálao casquinegro (Ceratogymna atrata) es una especie de ave bucerotiforme de la familia Bucerotidae ampliamente distribuida por las selvas del África subsahariana. Se le encuentra desde Uganda hasta Liberia y desde Angola a Nigeria. No se conocen subespecies.